# Otto von Hügel

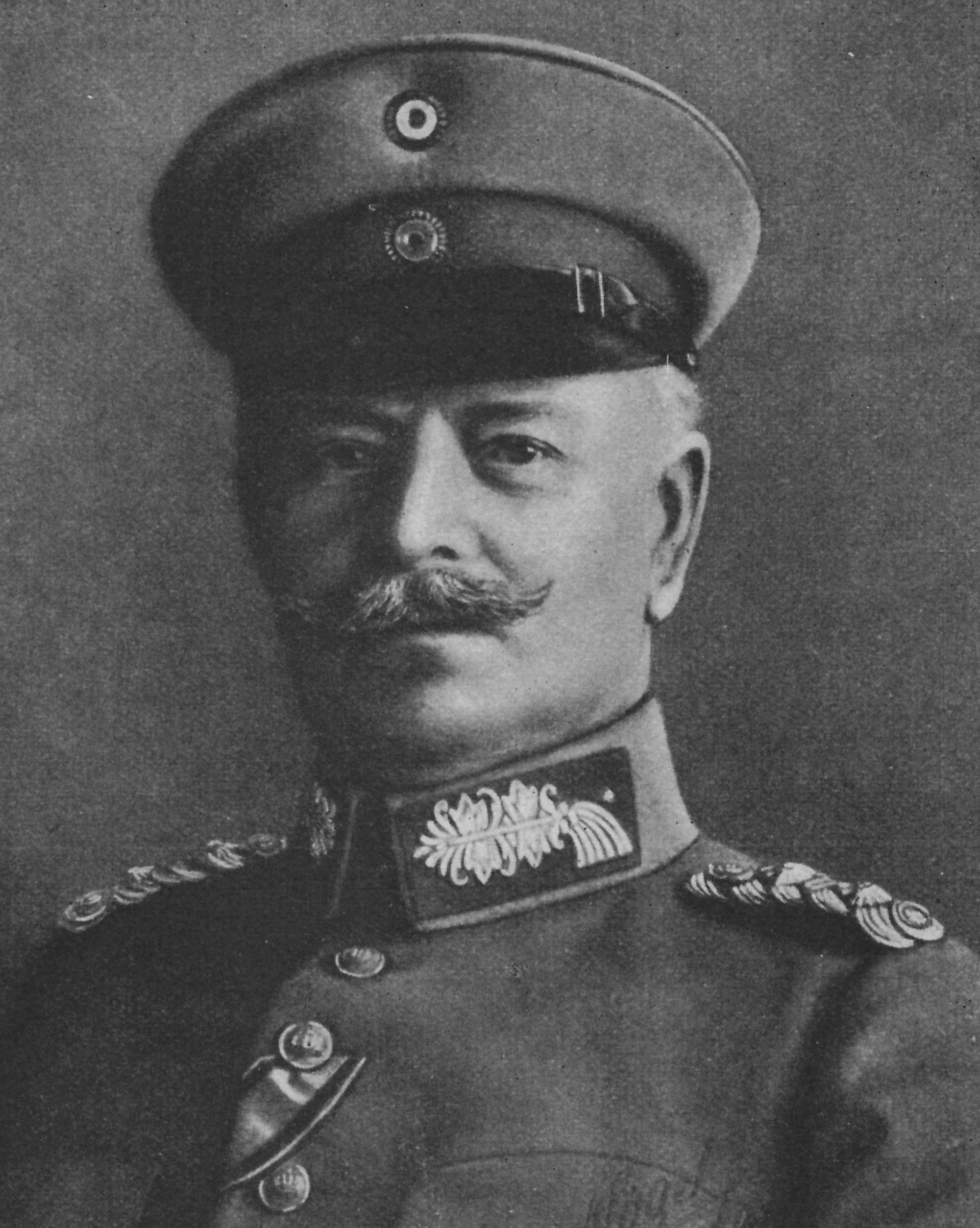
Tướng Otto von Hügel

Eugen Otto Freiherr von Hügel (20 tháng 9 năm 1853 tại Stuttgart – 4 tháng 1 năm 1928 tại Nonneau) là một sĩ quan quân đội Württemberg, đã được thăng đến cấp Thượng tướng Bộ binh. Ông đã từng tham chiến trong cuộc Chiến tranh Pháp-Đức (1870 – 1871) và cuộc Chiến tranh thế giới thứ nhất (1914 – 1918).

## Cuộc đời
Hügel sinh vào tháng 9 năm 1853 ở Stuttgart, và là thiếu sinh quân tại Trường quân sự Ludwigsburg kể từ ngày 20 tháng 9 năm 1868 cho tới ngày 20 tháng 7 năm 1870. Sau đó, ông gia nhập Trung đoàn Bộ binh số 4 Württemberg, sau này là Trung đoàn Bắn súng hỏa mai số 122 "Hoàng đế Franz Josef của Áo, Vua Hungary" (số 4 Württemberg), với cấp bậc Chuẩn úy. Ông đã chiến đấu cùng với đơn vị của mình trong cuộc Chiến tranh Pháp-Đức (1870 – 1871), và được lên quân hàm Thiếu úy vào ngày 30 tháng 12 năm 1870.
Sau khi cuộc chiến tranh chấm dứt với thắng lợi quyết định của người Đức, ông trở về nước và được thăng cấp hàm Trung úy vào ngày 22 tháng 5 năm 1876. Sau đó, ông được lên chức Đại úy vào ngày 24 tháng 2 năm 1885, Thiếu tá vào ngày 17 tháng 9 năm 1892, Thượng tá vào ngày 22 tháng 5 năm 1899 rồi Đại tá vào ngày 18 tháng 3 năm 1901. Cũng trong thời gian này ông được điều vào phục vụ trong bộ tham mưu của nhiều trung đoàn. Ba năm sau khi được phong cấp bậc Thiếu tướng vào ngày 22 tháng 4 năm 1905, Hügel trở thành Trung tướng đồng thời lãnh chức Sư đoàn trưởng Sư đoàn số 2 ở Đông Phổ kể từ ngày 18 tháng 8 năm 1908 cho đến ngày 1 tháng 4 năm 1912. Sau đó, ông được xuất ngũ (zur Disposition, rời ngũ nhưng sẽ được triệu hồi khi có chiến tranh), đồng thời được phong cấp bậc Danh dự (Charakter) Thượng tướng Bộ binh.
Khi cuộc Chiến tranh thế giới thứ nhất bùng nổ vào tháng 8 năm 1914, Hügel được triệu hồi và ban đầu, ông được bổ nhiệm làm Phó Tướng tư lệnh của Quân đoàn XIII (Vương quốc Württemberg) tại Stuggart ngày 2 tháng 8. Tuy nhiên, vào ngày 25 tháng 8 năm 1914, ông được cử làm Tướng tư lệnh của Quân đoàn Trừ bị XXVI mới được thành lập từ các lực lượng tình nguyện, và chỉ huy quân đoàn này tham gia trận Ypres lần thứ nhất. Vào ngày 28 tháng 8 năm 1916, để ghi nhận những công trạng của ông trên Mặt trận phía Tây, ông được tặng thưởng Thập tự xanh, phần thưởng quân sự cao quý nhất của Phổ, tiếp theo đó ông được phong thưởng Thập tự Chỉ huy của Huân chương Chiến công Württemberg vào ngày 20 tháng 2 năm 1918.
Vào tháng 9 năm 1916, Quân đoàn Trừ bị XXVI được điều về phía Nam để yểm trợ cho các lực lượng tham gia trận sông Somme. Tháng 10 năm đó, Von Hügel chỉ huy một phân bộ quân của Tập đoàn quân số 2 ở phái Nam sông Somme trong một thời gian ngắn, nhưng không lâu sau đó quân đoàn trừ bị của ông được sung vào Tập đoàn quân số 3 dưới quyền chỉ huy của tướng Karl von Einem tham chiến tại Champagne, nơi "Cụm quân Dormoise" được hình thành từ các lực lượng dưới quyền ông vào mùa xuân năm 1917. Ít lâu trước khi Đức phát động cuộc Tổng tấn công Mùa xuân 1918, Hügel từ nhiệm và về hưu vào ngày 6 tháng 3 năm 1918. Để tưởng thưởng những cống hiến lâu dài của ông, ond9u7o5c7 vua Württemberg phong tặng Vương miện đính kèm Đại Thập tự của Huân chương Friedrich, và được Đức hoàng Wilhelm II tặng Huân chương Đại bàng Đỏ hạng I đính kèm Thanh gươm. Ông từ trần vào tháng 1 năm 1928.